# Shining Wisdom
Shining Wisdom (シャイニング・ウィズダム, Shainingu Wizudamu) é um jogo de ação e aventura desenvolvido pela Sonic! Software Planning e publicado pela Sega para o Sega Saturn.

## Jogabilidade
Shining Wisdom difere de seus predecessores por ser o primeiro da série Shining a utilizar um estilo de jogo de ação e aventura. Jogadores controlam um personagem cujos ataques dependem de velocidade e habilidade, em vez de controlar um grupo de personagens participando de sequências de batalhas baseadas em rodadas e aumentando suas estatísticas conforme o jogo avança. A jogabilidade é similar à da série The Legend of Zelda. Shining Wisdom possui um sistema único de ataque baseado em uma combinação de itens adquiridos e "orbes". Os gráficos usam sprites desenhados com computação gráfica, e um ângulo de visão isométrico.

## Enredo
Na terra de Odegan, o órfão escudeiro Mars está a serviço do Castelo de Odegan, carregando consigo a grande reputação de seu pai. Uma série de mentiras e traições de sua parte o colocam inesperadamente como o principal obstáculo do mago negro Pazort. Pazort e seus seguidores buscam destruir o mundo invocando Seeega, o gigante (referido como "The Dark Titan" na tradução em inglês), e para fazê-lo eles deverão recorrer da ajuda da Princesa Satera para conseguir um orbe na posse do Rei Odegan. Mars agora depende de se colocar no caminho dos planos do mago negro para se redimir de suas mentiras e fracassos.
Shining Wisdom ocorre no continente de Parmecia, apenas alguns anos após os eventos de Shining Force II, e funciona como uma continuação a este jogo. Sarah e Kazin, personagens jogáveis em Shining Force II, percorrem o continente em busca dos capangas restantes de Zeon. Pazort, vilão principal de Shining Wisdom, é um antigo seguidor de Zeon; Sarah e Kazin ajudam na luta contra ele. Também existem várias referências a Bowie, herói de Shining Force II, embora ele não apareça em nenhum momento do jogo. Um livro chega até mesmo a fazer referência a Stormsong ("Thornwood" na versão em inglês) de Shining in the Darkness. Devido às várias alterações de nome e omissões da tradução norte-americana, nenhuma das conexões à série Shining mencionadas aqui são aparentes na versão norte-americana do jogo, e só podem ser vistas nas versões japonesa e europeia.

## Desenvolvimento
Shining Wisdom foi originalmente desenvolvido para Mega Drive, e adaptado para o Sega Saturn no último minuto, presumidamente com a intenção de aumentar a biblioteca de jogos do console, que havia sido lançado recentemente na época. Foi o último jogo da série Shining com música composta por Motoaki Takenouchi, que trabalhando na série desde Gaiden.
A versão norte-americana do jogo, traduzida pela Working Designs, tomou várias liberdades artísticas. Os personagens Kazin, Sarah, Bowie, e Zeon são respectivamente chamados Parn, Salah, Puck, e Zhaion, enquanto que o continente de Parmecia é referido como Palacia; a Sega do Japão detinha os direitos autorais dos nomes originais. A Working Designs também fez alterações consideráveis às personalidades dos personagens e a como eles se relacionam. Por exemplo, o roteiro original deixa claro que Sarah não responde os sentimentos românticos de Kazin; a Working Designs não apenas removeu estas partes do roteiro, como também acrescentou numerosos comentários de Sarah e de outros NPCs indicando que ela e Kazin estavam envolvidos em um romance.
O lançamento europeu de Shining Wisdom foi traduzido pela Sega da Europa. Esta tradução contém alguns erros ortográficos e gramaticais, e remove piadas e referências a cultura pop contemporânea, além das personalidades alteradas incluídas pela tradução da Working Designs. Ela também preserva as conexões históricas entre Shining Wisdom e outros jogos da série Shining.

## Recepção
Os quatro críticos da Electronic Gaming Monthly deram a Shining Wisdom um 5.5 entre 10, citando gráficos medíocres e desatualizados, falta de originalidade, e missões lineares. Eles também criticaram a tradução da Working Designs por ridicularizar outros jogos do mercado, comentando que, "considerando a baixa qualidade deste título genérico, é de muita ousadia." Scary Larry da GamePro completamente rejeitou o jogo, dizendo que ele "parece, funciona, e sente como se fosse um RPG de dez anos atrás". Ele criticou a história e os diálogos "tediantes", o design dos inimigos, e a dificuldade desnecessária para dominar a habilidade de aceleração, comentando que a mediocridade do jogo particularmente se destacou em meio à competição como Mystaria e o jogo Iron Storm da própria Working Designs.
Um crítico da Maximum concordou com a EGM e a GamePro que os gráficos e o áudio estão desatualizados, transparecendo que o jogo foi feito para o Genesis/Mega Drive e então adaptado ao Saturn, mas sentiu que a "ação estratégica envolvente" fizeram do jogo um bom substituto até que os jogos mais promissores para Saturn como Dark Savior e The Story of Thor 2 chegassem ao continente europeu. Rad Automatic da Sega Saturn Magazine elogiou a história "fluida e intrigante", e a habilidade de controlar a direção da história respondendo "sim" ou "não" a certas perguntas (isso foi um engano da parte de Automatic; na verdade, nem as escolhas do jogador tampouco quaisquer outras ações que ele fizer terão impacto no andamento da história).